# Of Monsters and Men
Of Monsters and Men – zespół indie folkowy pochodzący z Islandii, utworzony w Garður w 2010 roku przez Nannę Bryndís Hilmarsdóttir (śpiew, gitara), Ragnara Porhallssona (śpiew towarzyszący, gitara), Brynjara Leifssona (gitara), Kristjana Pall Kristjanssona (gitara basowa) oraz Arnara Rosenkranza Hilmarssona (perkusja). W 2010 roku Of Monsters and Men zwyciężył w ogólnokrajowym konkursie zespołów Músiktilraunir.

## Historia

### My Head is an Animal(2011 - do teraz)
W lutym 2011 roku grupa podpisała kontrakt z wytwórnią płytową Record Records na wydanie swojego pierwszego studyjnego albumu w Islandii. Miesiąc później rozpoczęła się sesja nagraniowa płyty. W sierpniu singel "Little Talks" zagrany został w amerykańskim radiu Radio 104.5, gdzie został dobrze odebrany przez krytyków muzycznych. W tym samym czasie album My Head Is an Animal został wydany w Islandii, gdzie odniósł sukces docierając do pierwszego miejsca bestselerów. Ogromny sukces w Islandii i dobre recenzje amerykańskich krytyków muzycznych doprowadziły do tego, że grupa podpisała kontrakt z wytwórnią Universal Music Group na ogólnoświatowe wydanie debiutanckiego albumu. 20 grudnia 2011 został wydany minialbum, zatytułowany Into the Woods zawierający cztery utwory z pierwszego albumu studyjnego grupy. 3 kwietnia 2012 roku album My Head is an Animal wydany został w Stanach Zjednoczonych. 
Grupa napisała i nagrała piosenkę do filmu ,,Igrzyska śmierci: W Pierścieniu Ognia'' (2013) pt. ,,Silhouettes''. Utwór jest użyty na napisach końcowych.

## Dyskografia

### Albumy studyjne
| 2011                                                    | My Head Is an Animal - Wydany: 20 września 2011 (Islandia) 3 kwietnia 2012 (Ameryka Północna) 27 kwietnia 2012 (Europa) - Wytwórnia: Republic Records - Format: CD, digital download | 1  | 17 | 14 | 45 | 4 | 36 | 30 | 55  | 4  | 1 | 44 | 5  | 23 | 4  | 43 | 29 | 3  | 6 | - AUS: platyna - CAN: 2× platyna - IRL: platyna - NZL: platyna - UK: złoto - USA: platyna |
| 2015                                                    | Beneath the Skin - Wydany: 8 czerwca 2015 (Islandia) 9 czerwca 2015 (Świat) - Wytwórnia: Republic Records - Format: CD, digital download                                             | 4  | 20 | 23 | 50 | 1 | –  | 27 | 62  | 10 | 3 | 28 | 17 | 40 | 10 | –  | 6  | 10 | 3 | - CAN: złoto                                                                              |
| 2019                                                    | Fever Dream - Wydany: 26 września 2019 - Wytwórnia: Republic Records - Format: CD, digital download                                                                                  | 21 | 55 | 81 | 79 | 2 |    | 54 | 132 | 29 | – | 90 | –  |    | –  |    | 13 | 15 | 9 |                                                                                           |
| „–” oznacza, że album nie był notowany na danej liście. | |    |    |    |    |   |    |    |     |    |   |    |    |    |    |    |    |    |   |                                                                                           |

### EP
| 2011                                                    | Into the Woods - Wydany: 20 grudnia 2011 - Wytwórnia: Universal Music Group - Format: digital download | 148 | 18 | 23 |
| „—” oznacza, że album nie był notowany na danej liście. | |     |    |    |

### Single
| 2011                                                    | „Little Talks”   | 7 | 9 | 3  | 11 | 55 | 5 | 16 | 1 | 1 | 2 | 24 | 12 | 45  | My Head Is an Animal |
| 2012                                                    | „Dirty Paws”     | — | — | —  | —  | —  | — | —  | — | 1 | — | —  | —  | —   | My Head Is an Animal |
| 2012                                                    | „Mountain Sound” | — | — | 53 | —  | —  | — | —  | — | 1 | — | —  | 66 | 121 | My Head Is an Animal |
| 2015                                                    | „Crystals”       | — | — | 75 | 30 | —  | — | —  | — |   | — | —  | —  | —   | Beneath the Skin     |
| „—” oznacza, że album nie był notowany na danej liście. |                  |   |   |    |    |    |   |    |   |   |   |    |    |     |                      |